# Omar Bongo
Omar Bongo (nome completo El Hadj Omar Bongo Ondimba, precedentemente noto come Albert-Bernard Bongo; Lewai, 30 dicembre 1935 – Barcellona, 8 giugno 2009) è stato un politico gabonese, Presidente e dittatore del Gabon dal 1967 al 2009.
Fondatore e segretario generale del Partito Democratico Gabonese, nel novembre 1967 succedette a Léon M'ba come presidente della Repubblica alla morte di questi, e venne rieletto nel 1973, 1979, 1986, 1993, 1998 e 2005. Mantenne una politica conservatrice e autoritaria sul piano interno, filo-occidentale e alleata della Francia sul piano internazionale. Nei primi anni novanta avviò nel paese un contrastato processo di democratizzazione che condusse all'abolizione del sistema a partito unico e gli permise di vincere le prime elezioni presidenziali multipartitiche nel 1993.
Dopo le dimissioni del leader cubano Fidel Castro nel febbraio 2008, Bongo è diventato il Presidente più longevo al mondo. Malato di cancro all'intestino, è morto l'8 giugno 2009 in una clinica di Barcellona, dopo quasi quarantadue anni di potere assoluto. Alla sua morte gli è succeduto il figlio Ali Bongo Ondimba.

## Biografia

### Origini e carriera militare
Nato il 30 dicembre 1935 col nome di Albert-Bernard Bongo nella cittadina di Lewai (in seguito rinominata Bongoville) nella provincia dell'Haut-Ogooué, apparteneva al piccolo gruppo etnico Bateke. Ultimo di dodici fratelli in una famiglia di contadini, rimase presto orfano e frequentò una scuola commerciale e quindi una facoltà tecnica a Brazzaville, allora capitale dell'Africa Equatoriale Francese. Dopo gli studi lavorò per le Postes, télégraphes et téléphones fino al 1954, quando si arruolò nell'aviazione francese, dove rimase per sei anni, servendo come sottotenente e poi tenente a Brazzaville, a Bangui e a Fort Lamy, prima di congedarsi con il grado di capitano.

### Matrimoni e figli
Bongo ebbe in totale oltre 30 figli da tre matrimoni e da diverse altre relazioni. Nel 1955 sposò Louise Mouyabi Moukala; dalla loro unione nacque una figlia, Pascaline, che diventerà ministro degli Esteri del Gabon. Il secondo matrimonio di Bongo fu con la cantante Patience Dabany, da cui ebbe Alain-Bernard e Albertine. Dopo il divorzio, Bongo si risposò nel 1990 con Édith Lucie Sassou Nguesso (di quasi 30 anni più giovane di lui), figlia del presidente del Congo-Brazzaville Denis Sassou Nguesso. Ebbero due figli.

### Ingresso in politica
Dopo l'indipendenza del Gabon nel 1960, Albert-Bernard Bongo iniziò la sua ascesa politica, ricoprendo vari incarichi sotto la presidenza di Léon M'ba. Dopo le elezioni legislative del 1961 entrò al ministero degli Esteri e nel 1962 M'ba gli affidò la direzione del suo ufficio. Il 18 febbraio 1964 Bongo fu arrestato e imprigionato a Libreville dopo un colpo di Stato militare contro il presidente M'ba, ma fu liberato dall'immediato intervento dell'esercito francese, che riportò M'ba al governo in 24 ore. Bongo fu segnato da quell'esperienza, al punto da non dare mai alcuna fiducia al suo esercito nei quattro decenni che avrebbe trascorso al potere.
Nel settembre del 1965 venne nominato Ministro per la Presidenza, in carica della Difesa e degli Esteri. Quando Léon M'ba si ammalò gravemente, il generale de Gaulle individuò Bongo come suo successore. A tal fine, nel 1966 M'ba affidò la carica di vicepresidente a Bongo, che da quel momento iniziò di fatto a governare al posto del presidente malato fino alla morte di quest'ultimo nel 1967. Fu così che, ad appena 31 anni  Bongo divenne il secondo presidente della repubblica gabonese il 28 novembre 1967.

### Il regime

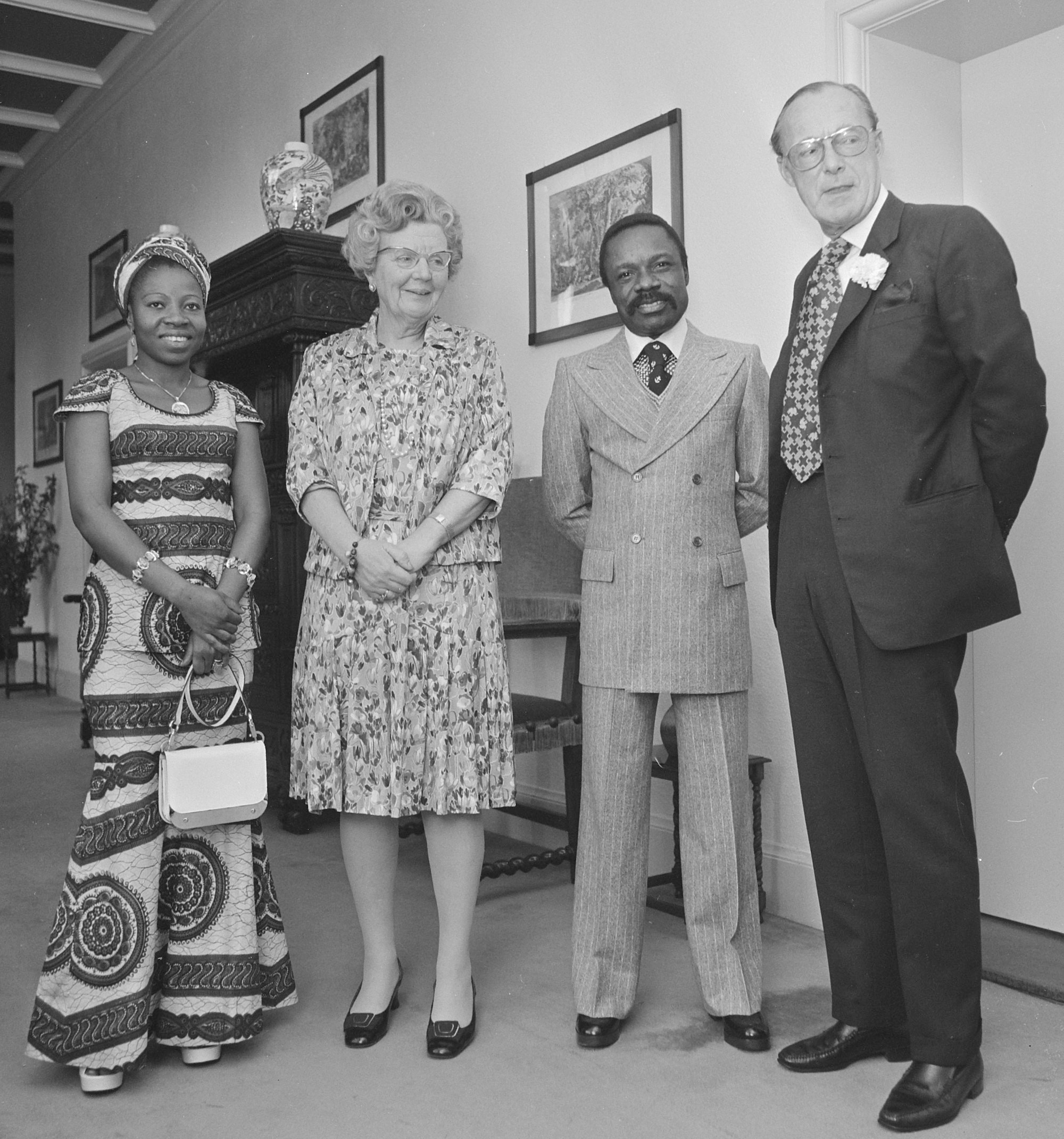
Joséphine Bongo, la regina Giuliana dei Paesi Bassi, Omar Bongo e il principe Bernhard nel 1973

Nel 1968, fondò il Partito Democratico Gabonese (Parti Démocratique Gabonais), unico partito in Gabon sino al 1990, e si fece battezzare al solo scopo di ottenere un'udienza da papa Paolo VI. Nel 1973 si convertì all'Islam, assumendo il nome di El Hadj Omar Bongo, ma per alcuni questa conversione fu solo uno stratagemma per ottenere l'ingresso del Gabon tra i paesi musulmani dell'OPEC. Dietro suo ordine, il 17 settembre 1971 venne eseguito, a Libreville, il sequestro del suo avversario principale Germain M'ba, del quale non fu poi più trovata traccia. Nel 1977 un altro oppositore, il poeta Ndouna Depenaud, venne assassinato in circostanze misteriose.
Nel febbraio 1973 Omar Bongo vinse le prime elezioni presidenziali come candidato unico, con il 99,6% dei voti. Nel decennio successivo, grazie ad un relativo benessere economico derivante dall'innalzamento del prezzo del petrolio, il regime decise di inaugurare importanti opere infrastrutturali, come strade, ferrovie, porti ed industrie (il cosiddetto "miracolo gabonese").
Tuttavia, un'iniqua distribuzione della ricchezza lascia ancora oggi ampie fasce della popolazione in condizioni di estrema povertà. Gli introiti petroliferi contribuirono ad alimentare lo stile di vita stravagante di Bongo, che nei decenni accumulò un patrimonio multimilionario grazie alla rapina delle casse statali e alla corruzione nei servizi pubblici a tutti i livelli. Riconfermato nelle elezioni del 1979 e del 1986, divenne oggetto di un forte culto della personalità. Iniziato in Massoneria nella Loggia "Parfaite union" di Angoulême, nel 1983 diventò Gran Maestro della Grande Loggia del Gabon.

### Sostegno internazionale
Nel corso del suo lunghissimo governo, Bongo instaurò un'alleanza con i paesi occidentali (che ne avevano appoggiato l'ascesa al potere in funzione anti-URSS) e mantenne saldo il legame privilegiato con la Francia, accorsa in sua difesa ad ogni crisi in nome delle ingenti risorse del Gabon (manganese, uranio, petrolio, carbone, metano) e presente ancora oggi nel paese con una base militare. Bongo fu tra i pochi riconoscitori della pseudo-indipendenza dello stato secessionista del Biafra (Nigeria sud-orientale). La scarsa popolazione e le ridotte dimensioni favorirono il ruolo del Gabon quale potenza diplomatica dell'Africa francofona. Bongo seppe mediare tra i rivali alla presidenza della Repubblica Centrafricana, contribuire ad allentare le tensioni in Burundi, arginare la guerra civile nel Congo-Brazzaville e favorire un colpo di Stato in Guinea Equatoriale.
In cambio dell'appoggio dell'Eliseo, che poteva intervenire per destituirlo, Bongo accettò di mettere a disposizione della Francia una parte delle ricchezze del Gabon, in particolare il petrolio e l'uranio, risorse strategiche. In materia di politica internazionale, il Gabon si allineò con Parigi. Alla fine del 1968 Omar Bongo, ancora sotto l'influenza di Jacques Foccart, fu costretto dalla Francia a riconoscere la pseudo-indipendenza del Biafra. Dovette anche accettare che l'aeroporto di Libreville servisse come snodo per le consegne di armi al colonnello Ojukwu, capo secessionista del Biafra. Fu anche dal Gabon che i mercenari di Bob Denard tentarono di destabilizzare il regime marxista del Benin.
Nel 1990 la Francia schierò delle truppe a Libreville per salvare il suo alleato da una rivolta.

### Ritorno al multipartitismo

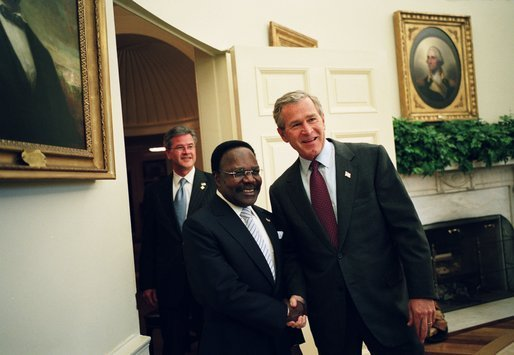
Incontro di Bongo con George W. Bush nel 2004

Verso la fine degli anni ottanta, complici una grave crisi economica, lo stile di governo autocratico di Bongo e le accuse di repressione del dissenso, esplose un malcontento popolare contro il regime. Nel maggio 1985 Bongo sfuggì a un attentato e nel 1990 vennero sventati due tentativi di colpo di Stato. A seguito di un violento sciopero generale nato da una rivolta studentesca, infine, Bongo si rassegnò ad autorizzare la reintroduzione del multipartitismo e si ricandidò nelle prime elezioni presidenziali multipartitiche del 1993. Riportò la vittoria al primo turno con il 51% dei suffragi e i candidati sconfitti accusarono brogli. Nel 1994 si oppose invano alla svalutazione del Franco CFA e fece uscire il Gabon dall'OPEC. Quattro anni dopo fu rieletto con il 66% dei voti.
Nei primi anni duemila Bongo beneficiò di un nuovo aumento del prezzo del petrolio, anche se il debito estero del paese rimaneva considerevole. Nel 2004 aggiunse il nome tradizionale di suo padre al suo, che divenne Omar Bongo Ondimba. Fu rieletto ancora una volta il 27 novembre 2005 con il 79,18% dei voti secondo i risultati ufficiali, sempre contestati dai candidati dell'opposizione.

### Morte
Omar Bongo Ondimba morì alle ore 12:30 dell'8 giugno 2009 nella clinica di Barcellona, in Spagna, nella quale era ricoverato dal 21 maggio per un cancro intestinale in stadio avanzato, tre mesi dopo la moglie Édith. Dopo 24 ore di annunci e smentite, la conferma della morte arrivò da parte del governo gabonese e 30 giorni di lutto furono decretati su tutto il territorio nazionale. Alla sua morte, suo figlio Ali Bongo Ondimba ne prese il posto con elezioni dichiarate fraudolente dalle opposizioni. Omar Bongo è sepolto in un mausoleo a Franceville, nella sua provincia natale dell'Haut-Ogooué.

### Fortuna
Nel gennaio 2008 il giornale Le Monde ha rivelato la lista dei presunti guadagni illeciti in Francia del presidente gabonese e della sua famiglia: più di 33 appartamenti e ville private, per un valore di oltre 150 milioni di euro. Queste informazioni provengono dall'inchiesta della polizia francese che ha seguito una denuncia presentata nel marzo 2007 a Parigi da tre associazioni francesi (Survie, Sherpa e la Federazione dei Congolesi nella Diaspora) per appropriazione indebita di fondi pubblici.
Alla sua morte ha lasciato ai suoi eredi una fortuna stimata tra i 500 milioni e i tre miliardi di euro.